# Macarthuriaceae
Macarthuriaceae — родина рослин порядку Caryophyllales і складається з одного роду Macarturia. Рід містить 9 видів, які ростуть в Австралії.

## Опис
Macarthuriaceae — це жорсткі або жилаві трави або напівчагарники із зеленими стеблами та зменшеним листям. Дрібні квітки мають п’ять членів оцвітини, іноді також п’ять «пелюсток», і вісім тичинок, зрощених біля основи.

## Таксономія
У 2009 році Macarturia була поміщена разом з Limeum в Limeaceae на основі його морфології, але на той час молекулярний матеріал Macarturia не досліджувався. До цього Ендресс і Бітріх віднесли його до Molluginaceae. Однак у 2011 році були опубліковані молекулярні докази, які показують, що Macarturia є сестрою всіх основних Caryophyllales. Отже, Macarturia необхідно було помістити в окрему родину Macarthuriaceae.